# František Herzan von Harras
František Herzan von Harras (Praga, 5 aprile 1735 – Vienna, 1º giugno 1804) è stato un cardinale e vescovo cattolico ceco.

## Biografia
Nacque a Praga il 5 aprile 1735, figlio del conte Sigmund Gustav Herzan von Harras e di sua moglie, la contessa Maria Anna Rabatta.
Dopo gli studi condotti presso i Paolini, si laureò in filosofia all'università della sua città natale e in filosofia a Roma come studente del Collegio Germanico, divenendo poi canonico di Praga e abate di Almád. Nominato in un primo momento ambasciatore absburgico presso la corte di Parma, nel 1769 divenne uditore della Sacra Rota romana, mentre nel 1777 fu fatto agente dell'Impero presso la corte pontificia.
Nel concistoro del 12 luglio 1779, papa Pio VI lo elevò al rango di cardinale protettore dei paesi tedeschi e dei possedimenti asburgici. L'11 dicembre 1780 ricevette il titolo cardinalizio di San Girolamo degli Schiavoni. Il 13 settembre 1782 optò per il titolo dei Santi Nereo e Achilleo. Il 7 aprile 1788 optò per il titolo dei Santa Croce in Gerusalemme.
A Roma si insediò nel convento dei Teatini, annesso alla chiesa di Sant'Andrea della Valle. Nel 1773 si trasferì nel Palazzo Cesarini, nei pressi del Teatro Argentina, mentre alla fine del 1781 trovò definitiva sistemazione nel palazzo Ruffo in Piazza SS. Apostoli.
Grazie alla sua posizione di spicco all'interno della vita politica romana, Herzan entrò in contatto con Johann Joachim Winckelmann,  bibliotecario e amico del cardinale Alessandro Albani (il predecessore di Herzan come "Protector Germaniae"), e con Raphael Mengs, oltre che con tutta la colonia di artisti tedeschi presenti in Roma.
È noto che il palazzo Herzan venne frequentato dagli artisti Lindner, Heinrich Friedrich Füger (1751-1818), Franz Anton Zauner (1746-1822), Anton von Marron (1733-1808), oltre allo stesso Anton Raphael Mengs. Fu grazie anche a questi stretti rapporti col mondo artistico romano che Herzan poté allestire un'importante collezione d'arte, oggi dispersa, ma che conteneva opere attribuite a Giotto (un Ritratto di Dante), Guido Reni, ai Carracci, a Caravaggio, Tintoretto, Sebastiano del Piombo e a molti altri.
Nel 1783 Herzan fu tra gli organizzatori dell'incontro tra Giuseppe II e Pio VI. Alcune immagini dell'evento raffigurano lo stesso Herzan accanto ai due sovrani (per esempio l'affresco nella "Sala Alessandrina" della biblioteca vaticana). Di fronte al rischio di un'occupazione napoleonica, abbandonò nel 1796 tra i primi la città pontificia, portando con sé, in 84 casse, solo la parte più preziosa delle opere d'arte che aveva nel palazzo di Roma.
Fu eletto vescovo di Szombathely il 12 maggio 1800 quando, all'età di 65 anni, era ormai malato e sempre più marginalizzato (il suo stipendio, stimato in 36.000 fiorini annui ai tempi di Maria Teresa, era stato ridotto da Francesco I a 12.000). Il 18 maggio 1800 fu ordinato vescovo a Venezia da papa Pio VII. A Szombathely giunse con il suo segretario Emiliani (che se ne tornò a Roma soltanto dopo la morte del vescovo). Nel 1801 riformò gli statuti del seminario modellandoli su quelli scritti da san Carlo Borromeo e Gregorio Barbarigo, vescovo di Padova.
Promosse lo studio dell'ebraico, dell'arabo e del caldeo. Fece giungere da Roma un sacerdote per la cura degli insegnamenti liturgici nel seminario. Nonostante la malattia, Herzan non si escluse completamente dai giochi della grande diplomazia europea: nel 1802 ebbe una corrispondenza epistolare anche con Napoleone Bonaparte.
Anche dopo aver abbandonato Roma, Herzan rimase in rapporto con la città, dove sperava di ritornare (come dimostra il fatto che vi mantenne il palazzo, la cui custodia era affidata ad un certo Giovanni Pezzotti). Quando poi a Roma iniziarono le confische di chiese e conventi, Herzan inviò nella città italiana il suo segretario Aloisio Emiliani, canonico di Santa Maria in via Lata, con l'incarico di salvare una qualche insigne reliquia (in particolare le reliquie di san Stanislao Kostka, conservate in Sant'Andrea al Quirinale).
Nel 1804, in seguito all'aggravarsi delle condizioni di salute, si trasferì a Vienna per farsi curare. Morì nella capitale austriaca il 1º giugno di quello stesso anno, all'età di 69 anni, dopo aver ordinato al canonico Emiliani di riportare da Szombathely a Roma le reliquie di san Stanislao Kostka. Agli inizi di ottobre del 1804 Emiliani fece ritorno a Roma, dove il popolo festante e Pio VII accolsero con gioia il ritorno delle sante reliquie.

## Genealogia episcopale e successione apostolica
La genealogia episcopale è:
- Cardinale Scipione Rebiba
- Cardinale Giulio Antonio Santori
- Cardinale Girolamo Bernerio, O.P.
- Arcivescovo Galeazzo Sanvitale
- Cardinale Ludovico Ludovisi
- Cardinale Luigi Caetani
- Cardinale Ulderico Carpegna
- Cardinale Paluzzo Paluzzi Altieri degli Albertoni
- Papa Benedetto XIII
- Papa Benedetto XIV
- Papa Clemente XIII
- Cardinale Francesco Saverio de Zelada
- Papa Pio VII
- Cardinale František Herzan von Harras

La successione apostolica è:
- Cardinale Ludovico Flangini (1802)